# Kelly Darboven
Kelly Darboven (* 1992 in Hamburg) ist eine deutsche Schauspielerin und Hörspielsprecherin.

## Rollen
Darboven sprach unter anderem in dem 2004 produzierten, 2005 im Jumbo Neue Medien & Verlag erstmals erschienenen Hörspiel Der goldene Kompass des NDR nach dem gleichnamigen Roman von Philip Pullman die Hauptrolle. Darboven wurde vom NDR unter mehreren Bewerberinnen ausgewählt. Ihre Partner waren unter anderen Hermann Lause und Jürgen Thormann (als Erzähler). Darboven übernahm die Rolle des wissbegierigen und klugen 12-jährigen Mädchens Lyra Belacqua, das in Oxford ein Internat besucht und sich auf eine Reise in ein Paralleluniversum begibt.

## Rezensionen
- Das Kulturmagazin Perlentaucher zitiert bezüglich Darbovens Interpretation eine Rezension des Hörspiels aus der Frankfurter Allgemeinen Zeitung, in der die Literaturkritikerin Felicitas von Lovenberg schrieb: „Kelly Darbovens Lyra fehlt ein bißchen die Altklugheit des Mädchens aus der Romanvorlage...“.[3]
- Die Tageszeitung Die Welt schrieb: „Ein Phänomen ist Kelly Darboven, die das Mädchen Lyra stimmlich stark und vielschichtig verkörpert - eine Seltenheit bei jungen Stimmen, die noch keine Schauspielausbildung durchlaufen haben.“[4]
- Eine Rezension auf der Webseite hoerbuecher.com bemerkte: „Regisseur Schmidt-Carstens hätte die 12-jährige Kelly Darboven, die ansonsten stimmig interpretiert, ermutigen sollen, mehr aus sich heraus zu gehen.“[5]

## Auszeichnungen
- Das NDR-Hörspiel Der goldene Kompass mit Darboven, Lause und Thormann erhielt 2009 den Kinderhörbuch-Publikumspreis HÖRkulino.[6]